# Afeto (psicologia)
Afeto, nos estudos de psicologia, refere-se à experiência inata de sentimento, emoção e humor (positivo ou negativo).

## Dimensões afetivas
As dimensões afetivas são constructos psicofisiológicos que se referem, na maioria das vezes, a conceitos que interconectam os processos mentais e fisiológicos. A maioria das correntes de psicologia os dividem em três principais dimensões: valência, excitação e intensidade motivacional.
- Valência é o espectro e avaliação subjetiva (do positivo ao negativo) de experiências pelas quais uma pessoa passou. A valência emocional é afetada pela consequências da emoção e as circunstâncias que a induzem, bem como aos sentimentos ou atitudes subjetivas.[3]
- Excitação é mensurável objetivamente pela interpretação da ativação sobre o sistema nervoso simpático, apesar de também poder ser avaliada subjetivamente através de autorrelato.
- Intensidade motivacional se refere ao impulso em agir;[4] à força impulsiva para se mover em determinada direção ou se afastar de um estímulo, e à decisão em devir ou não interagir com tal estímulo. O ato se locomover não é, por si só, considerado uma motivação de aproximação ou de evitamento.[5]

É importante destacar que a excitação difere da intensidade motivacional, embora sejam construtos intimamente relacionados, eles se distanciam no sentido de que a motivação implica necessariamente uma ação, enquanto a excitação não.

## Efeitos e demonstrações

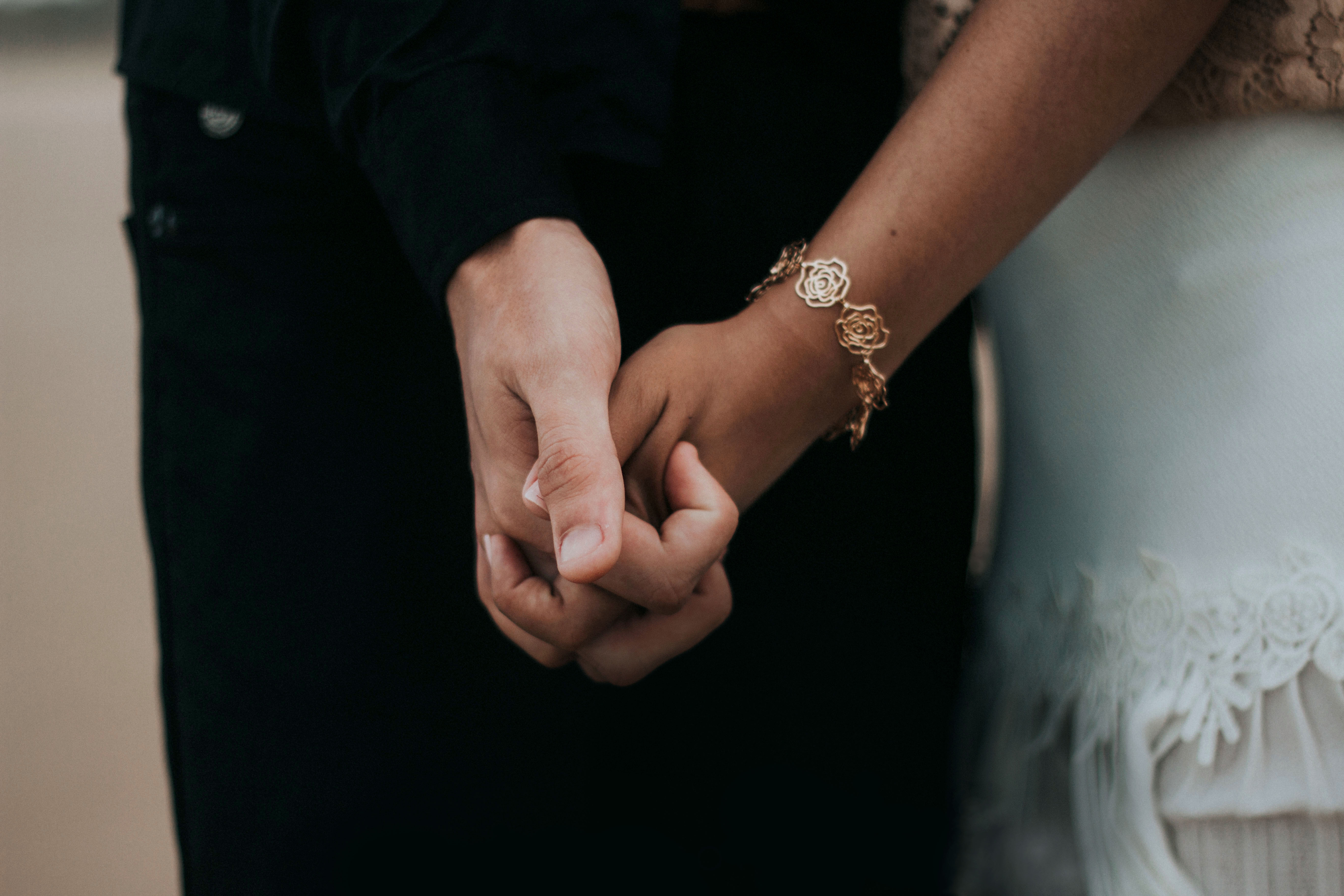
Mãos dadas, um exemplo de demonstração de afeto

O afeto é resultado da interação entre um organismo e estímulos, influenciando a amplitude do escopo dos processos cognitivos. Inicialmente, acreditava-se que os afetos positivos ampliavam, enquanto os afetos negativos diminuíam o escopo cognitivo. No entanto, outros estudos sugerem que uma intensidade motivacional muito elevada pode causar efeitos que diminuiríam o escopo cognitivo, ao passo que os efeitos de baixa intensidade motivacional o ampliariam. A formação do escopo cognitivo é objeto de estudo da psicologia cognitiva.
Atos afetivos também são expressados por demonstrações que servem como indicadoras de afeto, como "uma expressão facial, vocal ou gestual".

## Tolerância afetiva
Em estudo sobre tolerância afetiva, o psiquiatra Jerome Sashin diz que: "A tolerância afetiva pode ser definida como a habilidade de resposta a um estímulo do qual normalmente é esperado o desencadeamento de afetos pela experiência subjetiva dos sentimentos". Essencialmente, tolerância afetiva é a capacidade de reagir a emoções e sentimentos. As pessoas que tem baixa tolerância afetiva costumam exibir pouca ou nenhuma reação às emoções e sentimentos de qualquer tipo. Essa ausência de reação está relacionada à alexitimia, "um fenômeno subclínico que envolve a falta de consciência afetiva ou, mais especificamente, a dificuldade em identificar e descrever sentimentos e em distingui-los das sensações corporais ligadas à excitação emocional".
A alexitimia é a incapacidade de uma pessoa em reconhecer quais emoções está sentindo, o que se estende também à incapacidade em descrevê-las. Em estudo que compila quatro décadas de pesquisas sobre o tema, foi relatado pessoas com alexitimia são mais suscetíveis ao das taxas de suicídio, desconforto mental e morte.
Alguns fatores de tolerância afetiva, como sensibilidade à ansiedade, intolerância à incerteza e tolerância ao estresse emocional, podem ser atenuados pela prática da atenção plena. Esta se refere a um estado de alerta sobre seus próprios sentimentos, pensamentos, sensações e estímulos do ambiente ao seu redor. A atenção plena produz efeitos como "aumento do bem-estar subjetivo, redução dos sintomas psicológicos e da reatividade emocional e ampliação da regulagem comportamental".

## Relação com comportamento e cognição
O domínio afetivo representa uma das três divisões descritas na psicologia moderna: as outras duas são a comportamental e a cognitiva. Classicamente, essas divisões também são chamadas de "ABCs da psicologia". No entanto, em certas visões, o cognitivo pode ser considerado como parte do afetivo, ou o afetivo como parte do cognitivo; é importante notar que "estados cognitivos e afetivos... [são] categorias meramente analíticas".

## Fatores instintivos e cognitivos nas causas do afeto
"Afeto" pode significar uma reação instintiva à estimulação que ocorre antes dos processos cognitivos típicos considerados necessários para a formação de uma emoção mais complexa. Robert B. Zajonc afirma que essa reação a estímulos é primária para os seres humanos e que é a reação dominante para organismos não humanos. Zajonc sugere que as reações afetivas podem ocorrer sem extensa codificação perceptiva e cognitiva e ser feitas mais cedo e com maior confiança do que os julgamentos cognitivos (Zajonc, 1980).
Muitos teóricos (por exemplo, Lazarus, 1982) consideram o afeto pós-cognitivo: eliciado somente após uma certa quantidade de processamento cognitivo da informação ter sido realizada. Nessa visão, reações afetivas como gostar, não gostar, avaliação ou a experiência de prazer ou desprazercada um resulta de um processo cognitivo prévio diferente que faz uma variedade de discriminações de conteúdo e identifica características, examina-as para encontrar valor e as pesa de acordo com suas contribuições (Brewin, 1989). Alguns estudiosos (por exemplo, Lerner e Keltner 2000) argumentam que o afeto pode ser pré e pós-cognitivo: as respostas emocionais iniciais produzem pensamentos, que produzem afeto. Em uma iteração adicional, alguns estudiosos argumentam que o afeto é necessário para permitir modos mais racionais de cognição (por exemplo, Damasio 1994).
Uma divergência de um modelo estreito de reforço da emoção permite outras perspectivas sobre como o afeto influencia o desenvolvimento emocional. Assim, temperamento, desenvolvimento cognitivo, padrões de socialização e as idiossincrasias de uma família ou subcultura podem interagir de maneira não linear. Por exemplo, o temperamento de uma criança altamente reativa/baixa auto-calmante pode afetar "desproporcionalmente" o processo de regulação emocional nos primeiros meses de vida (Griffiths, 1997).
Algumas outras ciências sociais, como geografia ou antropologia, adotaram o conceito de afeto durante a última década. Na psicanálise francesa, uma grande contribuição para o campo do afeto vem de André Green. O foco no afeto derivou em grande parte do trabalho de Deleuze e trouxe preocupações emocionais e viscerais para discursos convencionais como aqueles sobre geopolítica, vida urbana e cultura material. O afeto também desafiou as metodologias das ciências sociais ao enfatizar o poder somático sobre a ideia de uma objetividade removida e, portanto, tem fortes laços com a teoria não representacional contemporânea.

## História
A concepção moderna de afeto desenvolveu-se no século XIX com Wilhelm Wundt. A palavra vem do alemão Gefühl que significa "sentimento".
Vários experimentos foram conduzidos no estudo das preferências afetivas sociais e psicológicas (isto é, o que as pessoas gostam ou não gostam). Pesquisas específicas foram feitas sobre preferências, atitudes, formação de impressões e tomada de decisões. Esta pesquisa contrasta as descobertas com a memória de reconhecimento (julgamentos novos e antigos), permitindo que os pesquisadores demonstrem distinções confiáveis entre os dois. Julgamentos baseados em afeto e processos cognitivos foram examinados com notáveis diferenças indicadas, e alguns argumentam que afeto e cognição estão sob o controle de sistemas separados e parcialmente independentes que podem influenciar uns aos outros de várias maneiras (Zajonc, 1980). Tanto o afeto quanto a cognição podem constituir fontes independentes de efeitos dentro de sistemas de processamento de informações. Outros sugerem que a emoção é o resultado de um resultado antecipado, experimentado ou imaginado de uma transação adaptativa entre organismo e ambiente, portanto, os processos de avaliação cognitiva são chaves para o desenvolvimento e expressão de uma emoção (Lazarus, 1982).

## Medição psicométrica
O afeto foi encontrado em todas as culturas para incluir dimensões positivas e negativas. A medida mais comumente usada na pesquisa acadêmica é o "Positive and Negative Affect Schedule" (PANAS), ou Escala de Afeto Positivo e Negativo (PANAS). O PANAS é uma técnica desenvolvida nos EUA e consiste em 20 itens de uma única palavra, por exemplo animado, alerta, determinado para afeto positivo e chateado, culpado e nervoso para afeto negativo. No entanto, alguns dos itens do PANAS foram considerados redundantes ou têm significados ambíguos para falantes de inglês de culturas não norte-americanas. Como resultado, uma forma curta internacionalmente confiável, a I-PANAS-SF ("International positive and negative affect schedule short-form", (forma simplificada da escala internacional de afetos positivos e negativos) que foi desenvolvida e validada compreendendo duas escalas de 5 itens com confiabilidade interna, invariância fatorial entre amostras e culturas, estabilidade temporal, convergência e critérios relacionados de validação. Mroczek e Kolarz também desenvolveram outro conjunto de escalas para medir o afeto positivo e negativo. Cada uma das escalas possui 6 itens. As escalas mostraram evidências de validade e confiabilidade aceitáveis em todas as culturas.

## Afeto e percepção não conscientes
Em relação à percepção, um tipo de afeto não consciente pode estar separado do processamento cognitivo dos estímulos ambientais. Uma hierarquia individual de percepção, afeto e cognição considera os papéis de excitação, atenção, tendências e primazia afetiva (Zajonc, 1980), restrições evolutivas (Shepard, 1984; 1994) e percepção encoberta (Weiskrantz, 1997) no sentido e processamento de preferências e discriminações.
As emoções são cadeias complexas de eventos desencadeados por certos estímulos. Não há como descrever completamente uma emoção conhecendo apenas alguns de seus componentes. Relatos verbais de sentimentos geralmente são imprecisos porque as pessoas podem não saber exatamente o que sentem ou podem sentir várias emoções diferentes ao mesmo tempo. Há também situações que surgem em que os indivíduos tentam esconder seus sentimentos, e há alguns que acreditam que eventos públicos e privados raramente coincidem exatamente, e que palavras para sentimentos são geralmente mais ambíguas do que palavras para objetos ou eventos. Portanto, as emoções não conscientes precisam ser medidas por medidas que contornam o autorrelato, como o Teste de Afeto Positivo e Negativo Implícito (IPANAT; Quirin, Kazén, & Kuhl, 2009).
As respostas afetivas, por outro lado, são mais básicas e podem ser menos problemáticas em termos de avaliação. Brewin propôs dois processos experienciais que enquadram relações não cognitivas entre várias experiências afetivas: aquelas que são disposições pré-programadas (isto é, processos não conscientes), capazes de "selecionar do conjunto total de estímulos aqueles estímulos que são causalmente relevantes, usando critérios como saliência perceptiva, pistas espaço-temporais e valor preditivo em relação aos dados armazenados na memória" (Brewin, 1989, p. 381), e aqueles que são automáticos (ou seja, processos subconscientes), caracterizados como "rápidos, relativamente inflexíveis e difíceis de modificar. .. (exigindo) atenção mínima para ocorrer e... (capaz de ser) ativado sem intenção ou consciência".

## Excitação
A excitação é uma resposta fisiológica básica à apresentação de estímulos. Quando isso ocorre, um processo afetivo inconsciente toma a forma de dois mecanismos de controle: um mobilizador e outro imobilizador. Dentro do cérebro humano, a amígdala regula uma reação instintiva que inicia esse processo de excitação, congelando o indivíduo ou acelerando a mobilização.
A resposta de excitação é ilustrada em estudos focados em sistemas de recompensa que controlam o comportamento de busca de alimentos (Balleine, 2005). Os pesquisadores se concentraram em processos de aprendizagem e processos modulatórios que estão presentes enquanto codificam e recuperam valores de metas. Quando um organismo procura comida, a antecipação da recompensa baseada em eventos ambientais torna-se outra influência na busca por comida que é separada da recompensa da própria comida. Portanto, ganhar a recompensa e antecipar a recompensa são processos separados e ambos criam uma influência excitatória de pistas relacionadas à recompensa. Ambos os processos estão dissociados no nível da amígdala e são funcionalmente integrados em sistemas neurais maiores.

## Intensidade motivacional e escopo cognitivo

### Medindo o foco cognitivo
O escopo cognitivo pode ser medido por tarefas que envolvem atenção, percepção, categorização e memória. Alguns estudos usam uma tarefa de atenção de indivíduo para descobrir se o escopo cognitivo é ampliado ou reduzido. Por exemplo, usando as letras "H" e "N", os participantes precisam identificar o mais rápido possível a letra do meio de 5 quando todas as letras são iguais (por exemplo, "HHHHH") e quando a letra do meio é diferente das letras adjacentes (por exemplo, "HHNHH"). O escopo cognitivo ampliado seria indicado se os tempos de reação fossem muito diferentes de quando todas as letras eram iguais em comparação com quando a letra do meio é diferente. Outros estudos usam uma tarefa de atenção de Navon para medir a diferença no escopo cognitivo. Uma letra grande é composta de letras menores, na maioria dos casos, "L" ou "F" menores que formam a forma da letra "T" ou "H" ou vice-versa. O escopo cognitivo ampliado seria sugerido por uma reação mais rápida para nomear a letra maior, enquanto o escopo cognitivo reduzido seria sugerido por uma reação mais rápida para nomear as letras menores dentro da letra maior. Um paradigma de monitoramento de fonte também pode ser usado para medir quanta informação contextual é percebida: por exemplo, os participantes são encarregados de assistir a uma tela que exibe em série palavras a serem memorizadas por 3 segundos cada, As palavras também foram colocadas em uma caixa colorida, mas os participantes não sabiam que acabariam sendo perguntados em qual caixa de cor a palavra aparecia.

### Principais resultados da pesquisa
A intensidade da motivação referem-se à força do desejo de se aproximar ou se afastar de um estímulo específico.
Os estados afetivos de raiva e medo, induzidos por meio de clipes de filmes, conferiram atenção mais seletiva em uma tarefa de flanqueamento em comparação com controles, conforme indicado por tempos de reação que não foram muito diferentes, mesmo quando as letras de flanqueamento eram diferentes da letra-alvo do meio. Tanto a raiva quanto o medo têm alta intensidade motivacional porque a propulsão para agir seria alta diante de um estímulo de raiva ou medo, como uma pessoa gritando ou uma cobra enrolada. Afeta alta intensidade motivacional, portanto, escopo cognitivo estreito, tornando as pessoas capazes de se concentrar mais nas informações do alvo.
Depois de ver uma imagem triste, os participantes foram mais rápidos para identificar a letra maior em um nova tarefa de atenção, sugerindo um escopo cognitivo mais global ou ampliado. Acredita-se que a emoção triste às vezes tenha baixa intensidade motivacional. Mas, depois de ver uma imagem repugnante, os participantes foram mais rápidos em identificar as letras componentes, indicativas de um escopo cognitivo localizado mais estreito.
Nojo tem alta intensidade motivacional. Afeta alta intensidade motivacional, portanto, escopo cognitivo estreito, tornando as pessoas capazes de se concentrar mais em informações centrais, enquanto os afetos de baixa intensidade motivacional ampliaram o escopo cognitivo, permitindo uma interpretação global mais rápida. As mudanças no âmbito cognitivo associadas a diferentes estados afetivos são evolutivamente adaptativas, pois os afetos de alta intensidade motivacional geridos por estímulos que requerem movimento e ação devem ser focalizados, em um fenômeno conhecido como comportamento direcionado a objetivos. Por exemplo, nos primeiros tempos, ver um leão (estímulo de medo) provavelmente provocava um estado afetivo (medo) negativo, mas altamente motivacional, no qual o ser humano era impelido a fugir. Nesse caso, o objetivo seria evitar ser morto.
Indo além de apenas estados afetivos negativos, os pesquisadores queriam testar se os estados afetivos negativos ou positivos variavam entre alta e baixa intensidade motivacional. Para avaliar essa teoria, Harmon-Jones, Gable e Price criaram um experimento usando um (efeito) priming de uma imagem apetitosa (comida, por exemplo) e a tarefa de Navon, o que lhes permitiria medir o foco atencional com a detecção das letras de Navon. A tarefa Navon incluiu uma condição neutra de comparação de afeto.
Normalmente, os estados neutros causam atenção ampliada com um estímulo neutro. Eles previram que um escopo atencional amplo poderia causar uma detecção mais rápida de letras globais (grandes), enquanto um foco atencional estreito poderia causar uma detecção mais rápida de letras locais (pequenas). As evidências provaram que os estímulos apetitivos produziam um escopo atencional reduzido. Os experimentadores aumentaram ainda mais o foco de atenção reduzido em estímulos apetitivos, dizendo aos participantes que eles poderiam consumir as sobremesas mostradas nas fotos. Os resultados revelaram que sua hipótese estava correta, pois o amplo foco atencional levou a uma detecção mais rápida de letras globais e o foco atencional restrito levou a uma detecção mais rápida de letras locais.
Os pesquisadores Bradley, Codispoti, Cuthbert e Lang queriam examinar mais a fundo as reações emocionais na preparação de imagens. Em vez de usar um estímulo apetitoso, eles usaram conjuntos de estímulos do International Affective Picture System (IAPS, sistema internacional de imagens afetivas). O conjunto de imagens inclui várias imagens desagradáveis, como cobras, insetos, cenas de ataque, acidentes, doenças e perdas. Eles previram que a imagem desagradável estimularia uma resposta de intensidade motivacional defensiva, que produziria forte excitação emocional, como respostas das glândulas da pele e desaceleração cardíaca. Os participantes classificaram as fotos com base na valência, excitação e dominância na escala de classificação Self-Assessment Manikin (SAM, ou "Figura de Autoavaliação"). Os achados foram consistentes com a hipótese e comprovaram que a emoção é organizada motivacionalmente pela intensidade de ativação nos sistemas apetitivos ou defensivos.
Antes da pesquisa em 2013, Harmon-Jones e Gable realizaram um experimento para examinar se a ativação neural relacionada à intensidade da motivação de aproximação (atividade frontal-central esquerda) desencadearia o efeito de estímulos apetitivos na atenção restrita. Eles também testaram se as diferenças individuais na motivação da abordagem estão associadas ao estreitamento da atenção. Para testar a hipótese, os pesquisadores usaram a mesma tarefa de Navon com imagens apetitosas e neutras, além de fazer com que os participantes indicassem quanto tempo não haviam comido em minutos. Para examinar a ativação neural, os pesquisadores usaram uma eletroencefalografia e registraram os movimentos oculares para detectar quais regiões do cérebro estavam sendo usadas durante a motivação da abordagem. Alguns psicólogos estavam preocupados que os indivíduos que estavam com fome tivessem um aumento no frontal-central esquerdo devido à frustração. Esta afirmação foi provada falsa porque a pesquisa mostra que as fotos das sobremesas aumentam o efeito positivo mesmo nos indivíduos famintos. As descobertas revelaram que o escopo cognitivo restrito tem a capacidade de nos ajudar na realização de metas.

### Aplicações clínicas
Com o tempo, os cientistas conectaram a intensidade motivacional às aplicações clínicas e descobriram que as imagens relacionadas ao álcool causavam atenção reduzida para pessoas que tinham uma forte motivação para consumir álcool. Os pesquisadores testaram os participantes expondo-os a álcool e imagens neutras. Após a exibição da imagem em uma tela, os participantes concluíram um teste avaliando o foco da atenção. As descobertas provaram que a exposição a imagens relacionadas ao álcool levou a um estreitamento do foco de atenção para indivíduos motivados a usar álcool.
No entanto, a exposição a imagens neutras não se correlacionou com a motivação relacionada ao álcool para manipular o foco de atenção. A teoria da miopia álcoolica (AMT - Alcohol Myopia Theory) afirma que o consumo de álcool reduz a quantidade de informação disponível na memória, o que também restringe a atenção de modo que apenas os itens mais proximais ou fontes marcantes são englobados no foco da atenção. Essa atenção limitada leva as pessoas intoxicadas a tomar decisões mais extremas do que fariam quando sóbrias. Pesquisadores forneceram evidências de que os estímulos relacionados à substância captam a atenção dos indivíduos quando estes apresentam alta e intensa motivação para consumir a substância.
A intensidade motivacional e o estreitamento da atenção induzido por pistas têm um papel único na formação da decisão inicial das pessoas de consumir álcool. Em 2013, psicólogos da Universidade de Missouri investigaram a conexão entre a orientação para o desempenho esportivo e os resultados do álcool. Eles pediram aos atletas do time do colégio que completassem um Questionário de Orientação Esportiva que mediu sua orientação para conquistas relacionadas ao esporte em três escalas – competitividade, orientação para vitórias e orientação para metas. Os participantes também completaram avaliações do uso de álcool e problemas relacionados ao álcool. Os resultados revelaram que a orientação para o objetivo dos atletas foi significativamente associada ao uso de álcool, mas não a problemas relacionados ao álcool.
Em termos de implicações e aplicações psicopatológicas, os estudantes universitários que apresentavam sintomas depressivos eram melhores em recuperar informações contextuais aparentemente "não relevantes" de uma tarefa do paradigma de monitoramento de fontes. Ou seja, os alunos com sintomas depressivos foram melhores em identificar a cor da caixa em que a palavra estava em comparação com os alunos não deprimidos. A tristeza (baixa intensidade motivacional) é geralmente associada à depressão, portanto, o foco mais amplo em informações contextuais de alunos mais tristes suporta que afeta alta intensidade motivacional estreita o escopo cognitivo, enquanto afeta baixa intensidade motivacional amplia o escopo cognitivo.
A teoria da intensidade motivacional afirma que a dificuldade de uma tarefa aliada à importância do sucesso determinam a energia investida por um indivíduo. A teoria tem três camadas principais. A camada mais interna diz que o comportamento humano é guiado pelo desejo de conservar o máximo de energia possível. Os indivíduos visam evitar o desperdício de energia, de modo que investem apenas a energia necessária para concluir a tarefa. A camada intermediária concentra-se na dificuldade das tarefas combinada com a importância do sucesso e como isso afeta a conservação de energia. Concentra-se no investimento de energia em situações de dificuldade de tarefa clara e pouco clara. A última camada analisa as previsões de energia investida por uma pessoa quando ela tem várias opções possíveis para escolher em diferentes dificuldades de tarefa. A pessoa é livre para escolher entre várias opções possíveis de dificuldade da tarefa. A teoria da intensidade motivacional oferece uma estrutura lógica e consistente para a pesquisa. Os pesquisadores podem prever as ações de uma pessoa assumindo que o esforço se refere ao investimento de energia. A teoria da intensidade motivacional é usada para mostrar como as mudanças na atratividade da meta e o investimento em energia se correlacionam.

## Humor
O humor, como a emoção, é um estado afetivo. No entanto, uma emoção tende a ter um foco claro (ou seja, sua causa é auto-evidente), enquanto o humor tende a ser mais desfocado e difuso. O humor, de acordo com Batson, Shaw e Oleson (1992), envolve tom e intensidade e um conjunto estruturado de crenças sobre expectativas gerais de uma experiência futura de prazer ou dor, ou de afeto positivo ou negativo no futuro.
Ao contrário das reações instantâneas que produzem afeto ou emoção, e que mudam com as expectativas de prazer ou dor futuros, os humores, sendo difusos e desfocados e, portanto, mais difíceis de lidar, podem durar dias, semanas, meses ou até anos (Schucman, 1975). Os humores são construções hipotéticas que descrevem o estado emocional de um indivíduo. Os pesquisadores normalmente inferem a existência de humores a partir de uma variedade de referentes comportamentais (Blechman, 1990). O afeto negativo habitual e o humor negativo são característicos do alto neuroticismo.
O afeto positivo e o afeto negativo (PANAS) representam domínios independentes de emoção na população em geral, e o afeto positivo está fortemente ligado à interação social. Eventos diários positivos e negativos mostram relações independentes com o bem-estar subjetivo, e o afeto positivo está fortemente ligado à atividade social. Pesquisas recentes sugerem que o alto suporte funcional está relacionado a níveis mais altos de afeto positivo. Em seu trabalho sobre excitação de afeto negativo e ruído branco, Seidner encontrou suporte para a existência de um mecanismo de excitação de afeto negativo em relação à desvalorização de falantes de outras origens étnicas. O processo exato pelo qual o apoio social está ligado ao afeto positivo permanece obscuro. O processo pode derivar de interação social previsível e regularizada, de atividades de lazer onde o foco é o relaxamento e o humor positivo, ou o prazer de atividades compartilhadas. As técnicas usadas para mudar um humor negativo para um positivo são chamadas de estratégias de reparo do humor.

## Interação social
A exibição de afetos é uma expressão complexa da comunicação interpessoal. Psicólogos evolucionistas avançaram a hipótese de que os hominídeos evoluíram com capacidade sofisticada de ler exibições de afeto. As emoções são retratadas como processos dinâmicos que mediam a relação do indivíduo com um ambiente social em constante mudança. Em outras palavras, as emoções são consideradas processos de estabelecimento, manutenção ou interrupção da relação entre o organismo e o ambiente em questões de importância para a pessoa.
A maioria dos fenômenos sociais e psicológicos ocorre como resultado de interações repetidas entre vários indivíduos ao longo do tempo. Essas interações devem ser vistas como um sistema de múltiplos agentes (multiagentes) – um sistema que contém vários agentes interagindo entre si e/ou com seus ambientes ao longo do tempo. Os resultados dos comportamentos dos agentes individuais são interdependentes: a capacidade de cada agente de atingir seus objetivos depende não apenas do que ele faz, mas também do que os outros agentes fazem.
As emoções são uma das principais fontes para a interação. As emoções de um indivíduo influenciam as emoções, pensamentos e comportamentos dos outros; as reações dos outros podem então influenciar suas interações futuras com o indivíduo que expressa a emoção original, bem como as emoções e comportamentos futuros desse indivíduo. A emoção opera em ciclos que podem envolver várias pessoas em um processo de influência recíproca.
Afeto, emoção ou sentimento são exibidos aos outros por meio de expressões faciais, gestos com as mãos, postura, características da voz e outras manifestações físicas. Essas exibições de afeto variam entre e dentro das culturas e são exibidas em várias formas, desde as expressões faciais mais discretas até os gestos mais dramáticos e prolíficos.
Os observadores são sensíveis às emoções dos agentes e são capazes de reconhecer as mensagens que essas emoções transmitem. Eles reagem e tiram inferências das emoções de um agente. A emoção que um agente exibe pode não ser um reflexo autêntico de seu estado real.
As emoções dos agentes podem ter efeitos em quatro grandes conjuntos de fatores:
1. Emoções de outras pessoas.
2. Inferências de outras pessoas.
3. Comportamentos de outras pessoas.
4. Interações e relacionamentos entre o agente e outras pessoas.[46]

A emoção pode afetar não apenas a pessoa a quem foi dirigida, mas também terceiros que observam a emoção de um agente. Além disso, as emoções podem afetar entidades sociais maiores, como um grupo ou uma equipe. As emoções são um tipo de mensagem e, portanto, podem influenciar as emoções, atribuições e comportamentos subsequentes de outros, potencialmente evocando um processo de resposta ao agente original.
Os sentimentos dos agentes evocam sentimentos nos outros por dois mecanismos distintos sugeridos:
- Contágio de emoções – as pessoas tendem a imitar automaticamente e inconscientemente expressões não verbais. A imitação também ocorre em interações envolvendo apenas trocas textuais.[46]
- Interpretação da emoção – um indivíduo pode perceber um agente como sentindo uma emoção particular e reagir com suas próprias emoções complementares ou apropriadas à situação. Os sentimentos dos outros divergem e de alguma forma complementam os sentimentos do agente original.[46]

As pessoas podem não apenas reagir emocionalmente, mas também fazer inferências sobre agentes emotivos, como o condição social ou poder de um agente emotivo, sua competência e sua credibilidade. Por exemplo, um agente que se presume estar com raiva também pode ser presumido como tendo alto poder.

## Literatura referencial (língua inglesa)
- APA (2006). VandenBos, Gary R., ed. APA Dictionary of Psychology Washington, DC: American Psychological Association, page 26.
- Balliene, B. W. (2005). «Dietary Influences on Obesity: Environment, Behavior and Biology». Physiology & Behavior. 86 (5): 717–730
- Batson, C.D., Shaw, L. L., Oleson, K. C. (1992). Differentiating Affect, Mood and Emotion: Toward Functionally based Conceptual Distinctions. Emotion. Newbury Park, CA: Sage
- Blechman, E. A. (1990). Moods, Affect, and Emotions. Lawrence Erlbaum Associates: Hillsdale, NJ
- Brewin, C. R. (1989). «Cognitive Change Processes in Psychotherapy». Psychological Review. 96 (45): 379–394. PMID 2667012. doi:10.1037/0033-295x.96.3.379
- Damasio, A., (1994). *Descartes' Error: Emotion, Reason, and the Human Brain, Putnam Publishing
- Griffiths, P. E. (1997). What Emotions Really Are: The Problem of Psychological Categories. The University of Chicago Press: Chicago
- Hommel, Bernhard (2019). "Affect and control: A conceptual clarification". International Journal of Psychophysiology. 144 (10): 1–6.
- Lazarus, R. S. (1982). «Thoughts on the Relations between Emotions and Cognition». American Physiologist. 37 (10): 1019–1024
- Lerner, J.S.; Keltner, D. (2000). «Beyond valence: Toward a model of emotion-specific influences on judgement and choice». Cognition and Emotion. 14 (4): 473–493. CiteSeerX 10.1.1.318.6023. doi:10.1080/026999300402763
- Nathanson, Donald L. Shame and Pride: Affect, Sex, and the Birth of the Self. London: W.W. Norton, 1992
- Quirin, M.; Kazén, M.; Kuhl, J. (2009). «When nonsense sounds happy or helpless: The Implicit Positive and Negative Affect Test (IPANAT)». Journal of Personality and Social Psychology. 97 (3): 500–516. PMID 19686004. doi:10.1037/a0016063
- Schucman, H., Thetford, C. (1975). A Course in Miracle. New York: Viking Penguin
- Shepard, R. N. (1984). «Ecological Constraints on Internal Representation». Psychological Review. 91 (4): 417–447. doi:10.1037/0033-295x.91.4.417
- Shepard, R. N. (1994). «Perceptual-cognitive Universals as Reflections of the World». Psychonomic Bulletin & Review. 1 (1): 2–28. PMID 24203412. doi:10.3758/bf03200759
- Weiskrantz, L. (1997). Consciousness Lost and Found. Oxford: Oxford Univ. Press.
- Zajonc, R. B. (1980). «Feelings and Thinking: Preferences Need No Inferences». American Psychologist. 35 (2): 151–175. doi:10.1037/0003-066x.35.2.151